# Rex (paquebot)
Pour les articles homonymes, voir Rex.
Le SS Rex est un paquebot transatlantique italien de la compagnie Italian Line (Italia Flotte Riunite).
Lancé en 1931, c’est le plus grand paquebot jamais construit en Italie ; capable de rivaliser avec les autres transatlantiques de l’époque, il a détenu le Ruban bleu de 1933 à 1935 et faisait la gloire de l’Italie de l’ère fasciste.
Le Rex était exploité sur la ligne transatlantique depuis l'Italie, en alternance avec le Conte di Savoia. Le 8 septembre 1944, au large de Koper, le Rex a été attaqué par des avions de la RAF. Ravagé par un incendie durant quatre jours, il a chaviré sur bâbord puis a coulé en eaux peu profondes. Son épave a été démantelée à partir de 1947.

## Histoire
Le Rex est conçu pour rapporter à l’Italie le Ruban bleu, alors détenu par la compagnie allemande Norddeutscher Lloyd grâce à ses deux paquebots Bremen et Europa.
Commandée par la Generale Italiana Navigazione (NGI) au chantier naval de Sestri Ponente à Gênes (Cantieri Navali di Sestri Ponente, appartenant à  Ansaldo), la construction dure un an, entre janvier 1930 et 1931.
Le Rex est caractérisé par les cheminées typiques rouges et vertes, selon l'habitude de la marine italienne dans les années 1930. Son appareil propulsif se compose de quatre groupes de turbines à vapeur d’un total de 136 000 chevaux qui entraînent quatre hélices d'environ 5 mètres de diamètre. La puissance prévue de 120 000 ch est finalement portée à 136 000 ch durant l’avancement de la construction. Le Rex doit non seulement démontrer l'efficacité de l'Italie fasciste, mais aussi la qualité de son industrie navale, et n'ont été épargnés ni les hommes ni les moyens ; l'ensemble du projet a été révisé à plusieurs reprises.
Le roi d'Italie Victor-Emmanuel III baptise et lance le paquebot le 1er août 1931.
En 1932 Mussolini ordonne la fusion de trois compagnies de navigation italienne — Cosulich, Lloyd Sabaudo et Navigazione Generale Italiana — et le navire navigue dès lors pour la nouvelle Flotta Riunite Italia (Italian Line).
Le Rex effectue son voyage inaugural le 27 septembre 1932, de Gênes à New York. Il rencontre pendant ce premier voyage un problème de machine vers le détroit de Gibraltar, l’obligeant à une escale de trois jours pour effectuer des réparations. Une partie des passagers quitte le navire, préférant rejoindre l’Allemagne et continuer leur voyage sur l’Europa ; en arrivant à New York ils trouveront le Rex déjà à quai. Le navire continue son voyage en ayant de sérieux problèmes au niveau de sa propulsion, qui nécessite de nouveaux travaux dès l'arrivée à New York. Ce navire, lancé dix ans après l'arrivée de Mussolini au pouvoir est, selon le ministre des transports, l'occasion de défendre « la discipline, la technique et l'esprit d'entreprise de l'Italie nouvelle. »  C'est ce désir de symbolisme qui le fait partir plus tôt que prévu et entraîne les problèmes mécaniques qui l'immobilisent un temps dans le port de Gibraltar.

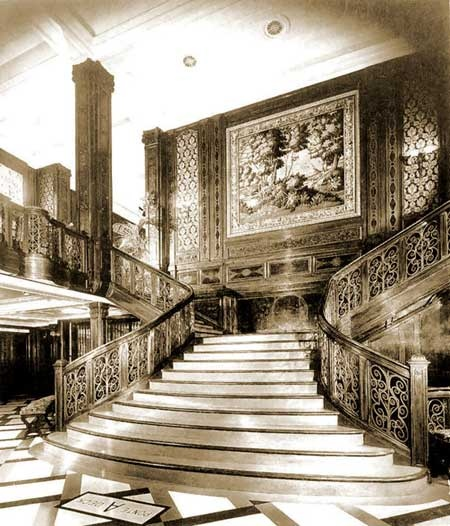
Le Grand Escalier du Rex

Pour faire face à la concurrence des grandes compagnies de navigation, l’Italian Line mène une campagne de publicité enthousiaste pour vanter ses deux plus gros paquebots, le Rex et le Conte di Savoia. Les deux navires sont surnommés « La Riviera flottante ». Pour exploiter ce thème, du sable est répandu dans les piscines en plein air, qui sont entourées de parasols multicolores accentuant la comparaison avec une plage. La compagnie mise sur les particularités des paquebots italiens qui contrastent avec leurs concurrents allemands et britanniques. Ils empruntent en effet une route plus au sud, offrant donc des températures plus agréables à leur passagers. Ceci permet au Rex de comporter trois piscines.
Les deux navires sont décorés dans un style classique tandis que la norme de l'époque était le style Art déco ou le style « paquebot » inauguré par la French Line (Compagnie générale transatlantique) sur l’Île-de-France en 1927. La conception des navires italiens suit la tendance amorcée en l'Allemagne sur le Bremen et l’Europa, avec une coque longue peu arquée surmontée de deux cheminées, mais avec toujours l'arrière en forme de « cul de poule » comme sur les paquebots l’Olympic et l’Aquitania.
En août 1933, le Rex commandé par le capitaine Francesco Tarabotto obtient le Ruban bleu, parcourant les 3 181 milles entre Gibraltar et le phare d'Ambrose en 4 jours, 13 heures et 58 minutes, avec une vitesse moyenne de 28,92 nœuds ; il perd cette récompense en mai 1935 au profit du Normandie. Ce navire sera d'ailleurs le premier à remporter le trophée Hales remis au détenteur de ce record.
Le 12 mai 1938, lors d’une manifestation de la puissance aérienne des États-Unis, trois bombardiers B-17 de l’US Army Air Corps interceptent le Rex à 610 milles en mer, événement très médiatisé.
Il effectue ses voyages commerciaux jusqu'au printemps 1940. Après son dernier voyage, en mai 1940, il reste à Gênes en prévision de l’entrée en guerre. Après le bombardement de la ville, il est mis en sécurité à Bari, sur les côtes de la mer Adriatique.
Pendant la guerre, certains militaires italiens souhaitaient le transformer en porte-avions pour le faire participer à l'effort de guerre, mais rien ne fut fait. Le Rex se retrouva bloqué en Méditerranée pendant une grande partie de la guerre. Il est utilisé comme navire-hôpital entre l’Afrique du Nord et l’Italie.
En 1943, quand l’Italie signe l’armistice avec les alliés, le Rex est saisi par les Allemands, qui le déplacent à Trieste, dans l'intention de le couler pour bloquer l'entrée de la rade.
En septembre 1944, alors qu'il se trouve dans la baie de Capodistria (Koper), le Rex est intercepté par un wing (en) de Bristol Beaufighter de la Royal Air Force ; il est touché à plusieurs reprises par les bombes et canons britanniques. Un incendie le ravage durant quatre jours, puis il chavire et coule dans les eaux peu profondes de la baie en 24 heures.
Le même sort a touché son compagnon le Conte di Savoia, de la même compagnie maritime, bombardée et coulé par la RAF en 1943 dans la lagune de Venise.

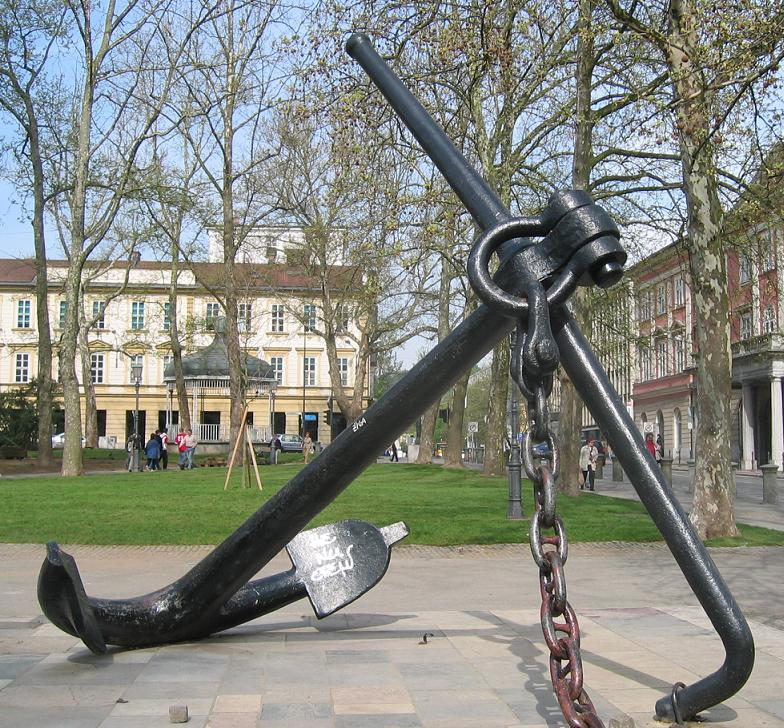
À Ljubljana, une ancre à jas du Rex.

Après la guerre, des études sont entreprises pour essayer de renflouer et remettre le Rex à flot. Cependant le paquebot a coulé dans une partie du port attribué à la Yougoslavie, dont le gouvernement bloque le projet. De l’épave du Rex, environ un cinquième est dans les eaux de la Slovénie dans le golfe de Koper. Ce qui reste du bateau est envoyé à la ferraille dans les années 1950 et considéré comme la plus « grande mine de fer de Slovénie » du moment. Depuis l’annexion de la zone B du Territoire libre de Trieste par la Yougoslavie, une ancre secondaire, à jas, du Rex est exposée place du Congrès, dans la capitale slovène Ljubljana, symbolisant la « défaite de l'expansionnisme fasciste et le rattachement du littoral de la Slovénie avec le reste du pays ». La cloche de bord se trouve exposée au Galata - Museo del mare à Gênes.

## Dans les arts
Le Rex est la vedette d'une célèbre scène du film Amarcord de Federico Fellini, dans laquelle tous les habitants du village montent dans des barques pour l’approcher et admirer cette image du luxe.

Le navire est également présenté sous forme de maquette à bord du Costa Fortuna, dont le théâtre porte également le nom.

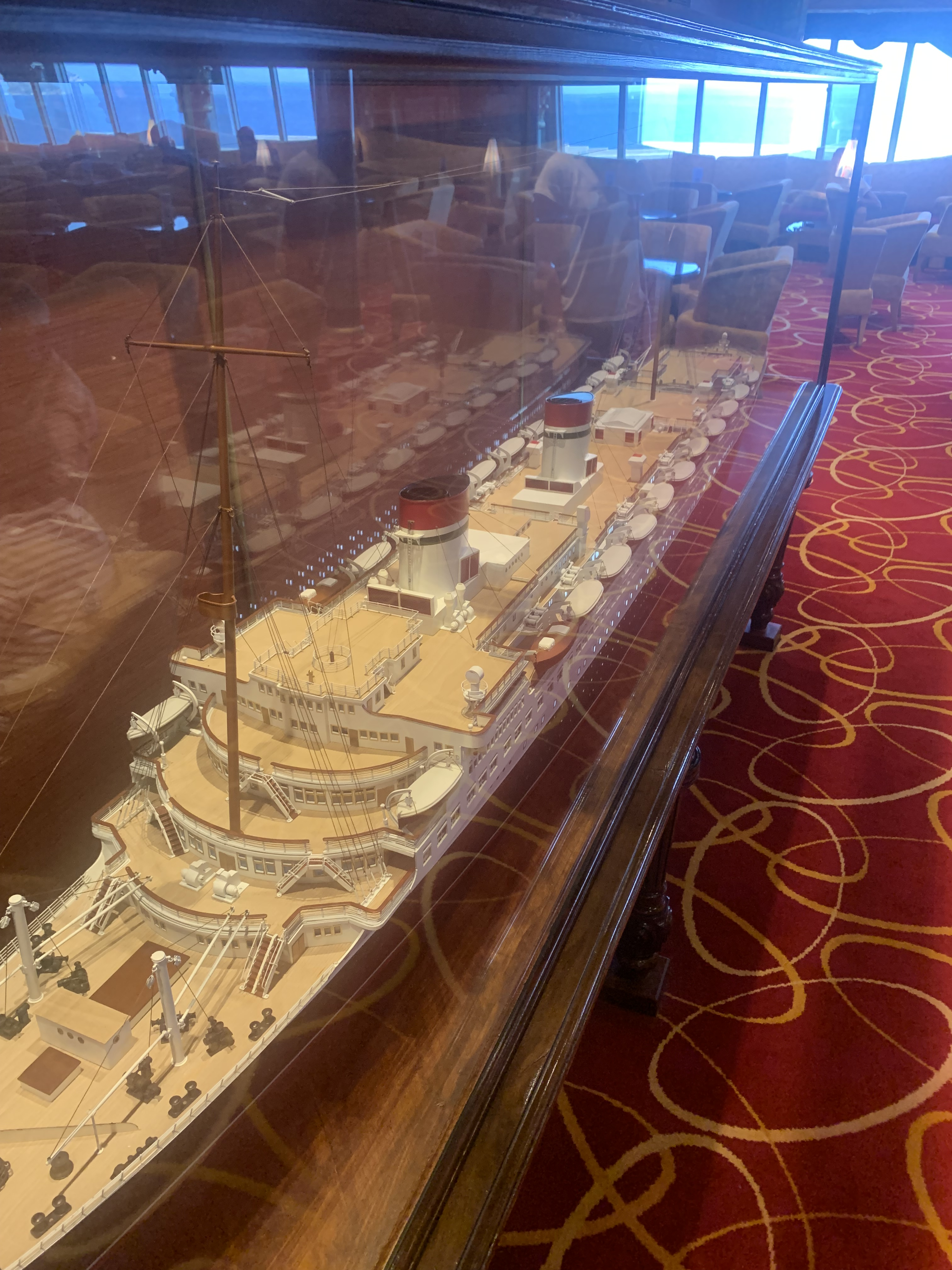
Maquette du paquebot Rex (à bord du Costa Fortuna).